# Canal 2 (Coronel Pringles)
Canal 2 es un canal de televisión por suscripción argentino que emite para el partido de Coronel Pringles, en el sudoeste de la Provincia de Buenos Aires. Ofrece servicio de televisión por cable analógico, digital HD e internet de banda ancha a través de la empresa Reltid CV para toda la ciudad.
Además de tener un canal local en la grilla de canales, se especializa en programación local, regional y posee además un servicio de noticias que transmite, entre otras cosas, asuntos relevantes de Coronel Pringles. También se emiten varios contenidos de deportes, infantiles y cada año se transmite en vivo desde el Teatro Español la entrega de los premios San Pablo, donde se premian a los deportistas locales.